# 张甲天
张甲天（1961年1月—），男，汉族，陕西乾县人，中华人民共和国政治人物，中国共产党党员，第十三届全国人民代表大会山东地区代表。2018年1月，任山东省高级人民法院院长。
2018年2月24日，当选为第十三届全国人大代表。